# أبو البيت
أبو البيت هي بلدية في منطقة بلنسية في إسبانيا.